# Sigatoka Sand Dunes National Park
Sigatoka Sand Dunes National Park är en nationalpark i Fiji.   Den ligger i divisionen Västra divisionen, i den västra delen av landet, 100 km väster om huvudstaden Suva. Sigatoka Sand Dunes National Park ligger 1 meter över havet.
Terrängen runt Sigatoka Sand Dunes National Park är huvudsakligen platt, men norrut är den kuperad. Havet är nära Sigatoka Sand Dunes National Park åt sydväst.  Närmaste större samhälle är Sigatoka, 3,8 km nordost om Sigatoka Sand Dunes National Park. 